# Albert Dupré
Pour les articles homonymes, voir Dupré.
Albert Dupré, né le 10 septembre 1860 à Rouen et mort le 5 juillet 1940 à Biarritz, est un organiste français titulaire du grand orgue Cavaillé-Coll de l'abbatiale Saint-Ouen de Rouen de 1911 à 1939. Il est le père de Marcel Dupré.

## Biographie
Albert Dupré naît le 10 septembre 1860 à Rouen. Il est le fils d'Aimable Dupré, organiste de Saint-Maclou, et de Marie Visinet. Il est l'élève d'Alexandre Guilmant. Professeur au lycée Corneille de Rouen, membre de l'Académie des sciences, belles-lettres et arts de Rouen, chef d'orchestre, il fonde un chœur — nommé l’Accord Parfait — interprétant les grandes pages du répertoire ancien et moderne. Albert Dupré se marie le 30 octobre 1884 à Rouen, avec Alice Chauvière, musicienne classique. Le couple a un fils, Marcel Dupré. En 1886, il devient titulaire de l'orgue de l'église de l'Immaculée-Conception à Elbeuf. Il demeure au no 12 rue du Vert-Buisson à Rouen. Dans sa demeure, il construit une salle de musique où son ami Aristide Cavaillé-Coll installe en 1896 un orgue de 10 jeux conçu par Albert Dupré et agrandi en 1908 par Charles Mutin,,. Louis Vierne se lie d'amitié avec la famille et dès 1898 passe régulièrement les vacances dans leur villa à Saint-Valery-en-Caux. Il dédie plusieurs de ses œuvres à Albert Dupré : Praxinoë dont son hôte dirige la première audition en 1907, sa Messe basse en 1912. En 1911, Albert Dupré est nommé organiste titulaire du grand-orgue Cavaillé-Coll de l'abbatiale Saint-Ouen de Rouen, fonction qu'il exercera jusqu'en 1939. Il meurt le 5 juillet 1940 à Biarritz ; il est enterré au cimetière des Longs Réages à Meudon (section D/0814), dans le tombeau familial où repose également son fils Marcel.[réf. nécessaire] Il repose au cimetière monumental de Rouen.
En 1945, Marcel Dupré fait don pour l'orgue de chœur à la cathédrale Notre-Dame de Rouen de l'orgue conçu par son père. La partie instrumentale est classée Monuments historiques au titre objet par arrêté du 7 juillet 1987,,.

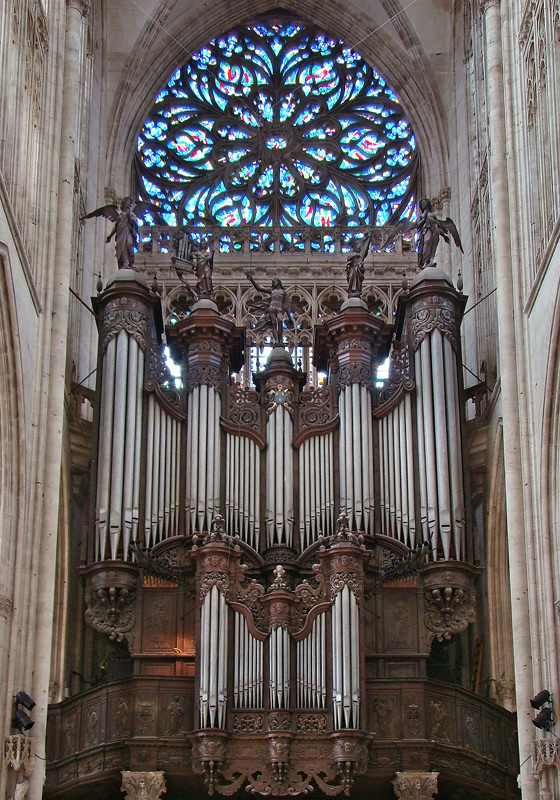
Le grand orgue Cavaillé-Coll de l’abbatiale Saint-Ouen de Rouen et sa tribune en 2008.
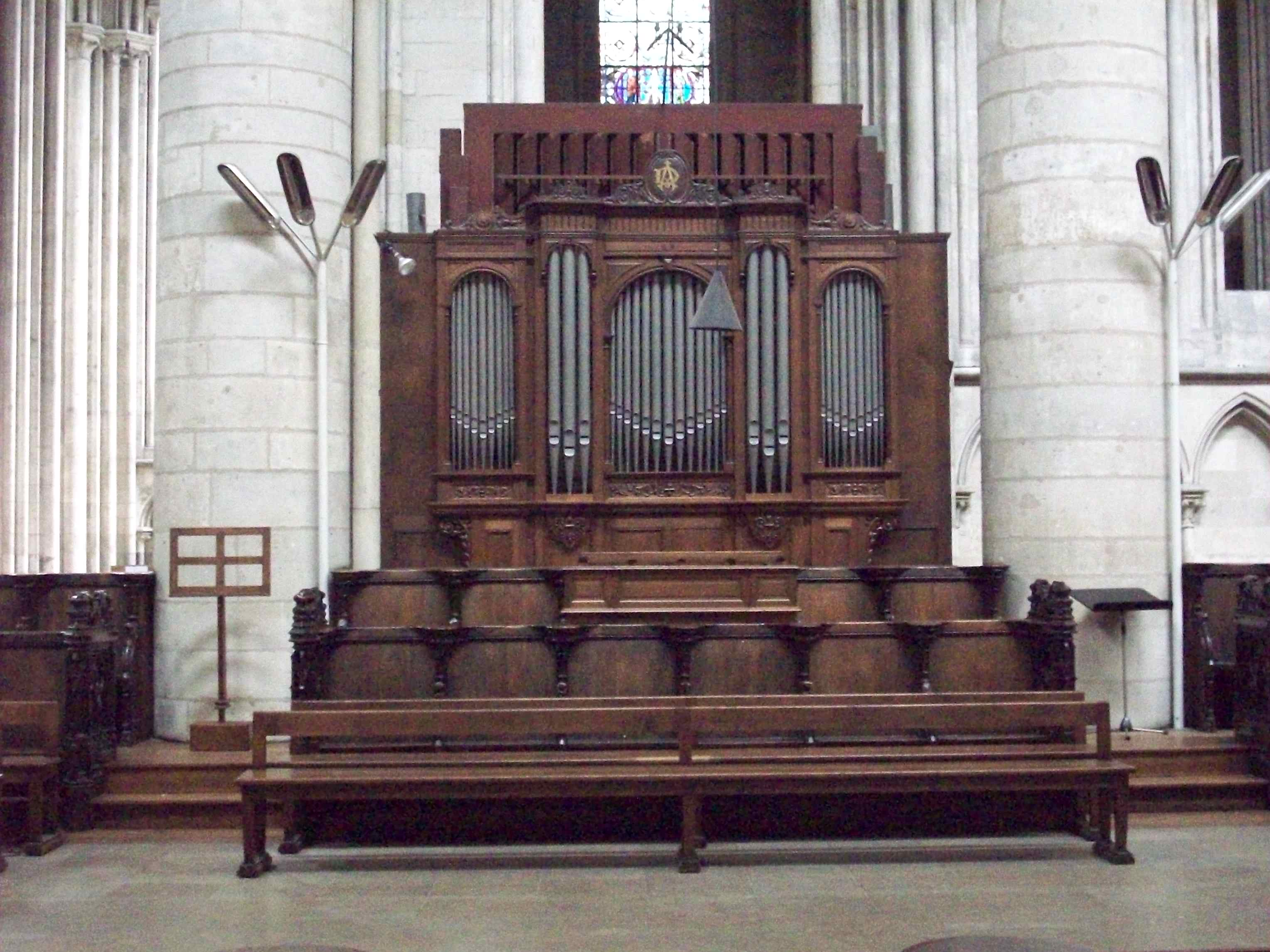
L'orgue de chœur de la cathédrale Notre-Dame de Rouen.

## Distinctions
- Chevalier de l'ordre de Saint-Grégoire-le-Grand. Le 21 juin 1931, il est décoré de l'ordre de Saint-Grégoire-le-Grand par l'archevêque de Rouen, mgr de La Villerabel[11].